# پاول آکسلرود
پاوِل بوریسوویچ آکسِلرود (روسی: Па́вел Бори́сович Аксельро́д; ۲۵ اوت ۱۸۵۰ – ۱۶ آوریل ۱۹۲۸) انقلابی روسی، نظریه‌پرداز مارکسیست و از رهبران منشویک‌ها بود. در خانواده‌ای یهودی در روستایی نزدیک پوچپ به دنیا آمد. از جوانی با آثار فردیناند لاسال، سوسیالیست آلمانی، آشنا شد و به صفوف جنبش انقلابی پیوست. پس از شکست‌های پیاپی این جنبش، به تدریج به دیدگاه‌های سیاسی و فکری میخائیل باکونین نزدیک شد. در سال ۱۸۷۴ به آلمان پناه برد، اما به زودی از سوی همراهانش برای فعالیت مخفی در روسیه مأمور شد و به‌صورت پنهانی به کشور بازگشت. در سن‌پترزبورگ در خانهٔ دانشجویی گئورگی پلخانف مخفی شد و هر دو با اندیشه‌های مارکسیستی آشنا شدند. آن‌ها با یکدیگر «گروه رهایی کار» را بنیان نهادند؛ هسته‌ای که بعدها به پایه‌گذار جنبش سوسیال دموکراسی روسیه تبدیل شد. آکسلرود در سال ۱۹۰۰ همراه با ژولیوس مارتوف و ولادیمیر لنین، روزنامهٔ «ایسکرا» (به‌معنای «جرقه») را تأسیس کرد. اما در کنگرهٔ تأسیسی حزب سوسیال دموکرات کارگری روسیه در لندن در سال ۱۹۰۳، به مخالفت با لنین برخاست و رهبری جناح منشویک‌ها را در مقابل بلشویک‌ها به‌عهده گرفت. او گرایش‌های لنین را به آنچه استبداد بوناپارتی می‌دانست، محکوم می‌کرد. هنگامی که انقلاب اکتبر ۱۹۱۷ به وقوع پیوست، آکسلرود در استکهلم به‌عنوان نمایندهٔ روسیه در کنگرهٔ سوسیالیستی صلح حضور داشت. او این انقلاب را صرفاً اقدامی گذرا از سوی بلشویک‌ها تلقی کرد و به‌شدت آن را محکوم نمود. سال‌های پایانی عمر خود را در بیماری، فقر و انزوای سیاسی در برلین گذراند و به نوشتن خاطرات خود پرداخت.

## دوران اولیه و آغاز فعالیت انقلابی
پاول آکسلرود با نام اصلی پینخاس بوروخ در ۲۵ اوت ۱۸۵۰ در روستایی نزدیک شهر پوچپ، واقع در فرمانداری چرنیگوف از امپراتوری روسیه، زاده شد. او فرزند یک مهمان‌دار یهودی فقیر و بی‌سواد بود. خانواده‌اش در فقر زندگی می‌کردند، مرتباً جابه‌جا می‌شدند و مدتی نیز در یک سرای فقرا در شهر شکلوف که از سوی جامعهٔ یهودی اداره می‌شد، سکونت داشتند. تحصیلات رسمی آکسلرود به‌شکلی غیرمعمول آغاز شد: برای برآورده‌کردن سهمیهٔ دولتی دانش‌آموزان یهودی در مدارس دولتی، جامعهٔ یهودیان شکلوف او و چند کودک فقیر دیگر را انتخاب کرد تا به مدرسه فرستاده شوند و برایشان خوراک و پوشاک نیز فراهم ساخت.
او با پشتکار و کنجکاوی فکری چشمگیر، تحصیل را در دبیرستانی (ژیمنازیوم) در موگیلف ادامه داد و با وجود سختی‌های فراوان، مسیر آموزشی‌اش را پی گرفت. در همین دوران با آثار اندیشمندان روسی و اروپای غربی آشنا شد، ایمان مذهبی‌اش را از دست داد و به آرمان‌های اصلاح‌طلبانه گرایش پیدا کرد. او به یکی از طرفداران روشنگری یهودی تبدیل شد و تلاش کرد فرهنگ روسی را در میان جوانان یهودی رواج دهد و با سنت‌گرایی مبارزه کند. در سال ۱۸۷۱، پس از بحرانی شخصی و تحت‌تأثیر نوشته‌های فردیناند لاسال، سوسیالیست آلمانی و رمان‌نویس آلمانی کارل گوتسکو، تصمیم گرفت زندگی خود را وقف انقلاب اجتماعی کند.
آکسلرود فعالیت انقلابی خود را در محافل انقلابی کی‌یف آغاز کرد، جایی که به تبلیغ میان پیشه‌وران شهر می‌پرداخت. او در آغاز، به اندیشه‌های آنارشیستی میخائیل باکونین گرایش داشت؛ افکاری که در دههٔ ۱۸۷۰ میان رادیکال‌ها محبوب بود. دعوت باکونین به اقدام فوری و مخرب علیه دولت، با رمانتیسم آرمان‌گرایانهٔ آکسلرود و میل به ایثار شخصی‌اش هم‌خوانی داشت و بیشتر از رویکرد تدریجی و نظری پیوتر لاوروف بر او تأثیر گذاشت. با این حال، او به جناح میانه‌روِ باکونینی‌ها تعلق داشت و معتقد بود که نارضایتی دهقانان باید با هدایت انقلابیون به سوی اهداف مشخص جهت داده شود. در سپتامبر ۱۸۷۴، در پی تشدید سرکوب پلیسی، او از روسیه گریخت و در برلین ساکن شد.

## میراث
میراث اصلی پاول آکسلرود در نقش او به‌عنوان معمار اصلی ایدئولوژی منشویکی نهفته است. بیش از هر فرد دیگری، او اصول بنیادینی را تعریف کرد که منشویک‌ها را از بلشویک‌ها متمایز می‌کرد. اندیشهٔ سیاسی آکسلرود بر پایهٔ تعهدی پایدار و قاطع به یک جنبش سوسیالیستی دموکراتیک و توده‌محور استوار بود. او باور داشت که رهایی طبقهٔ کارگر تنها به‌دست خود کارگران و از طریق فعالیت سیاسی آگاهانه و مستقل آن‌ها میسر است؛ دیدگاهی که در تضاد کامل با نظریهٔ پیشاهنگی نخبگان نزد لنین بود که حزب را به مثابهٔ پیشتاز رهبری‌کنندهٔ پرولتاریا می‌دید.
استراتژی آکسلرود برای روسیه، تلاشی بود برای به‌کارگیری مدل سوسیال دموکراسی اروپای غربی در شرایط یک دولت استبدادی و عقب‌مانده. گرچه این رویکرد در نهایت عملی نشد، اما پافشاری او بر تفکیک‌ناپذیری سوسیالیسم و دموکراسی، تأکیدش بر بُعد اخلاقی سیاست، و بی‌اعتمادی عمیقش به هرگونه دیکتاتوری انقلابی، باعث شد که به تعبیر یکی از ناظران، از او به‌عنوان «وجدان حزب» یاد شود.